# Suat Günsel
Suat İrfan Günsel (nacido el 3 de agosto de 1952, Pafos, Chipre) es un empresario turcochipriota y fundador de la Universidad Técnica de Medio Oriente. En 2011, Forbes lo ubicó como la segunda persona más rica de Chipre y de la 1140ª persona más rica del mundo, con un patrimonio neto de US$ 1 mil millones.

## La vida personal y de negocios
Günsel, el rector fundador de la Universidad Técnica de Medio Oriente, está casado y tiene tres hijos.

## Honorario doctorados
Günsel recibido Doctorados Honorarios de las universidades siguientes:
- 2010 Universidad Komrat,[6] Moldavia
- 2010 Azerbaijan State University,[7] Azerbaiyán
- 2011 Izhevsk Universidad Internacional de Europa del Este de la República de Udmurtia,[8] República de Udmurtia
- 2011 Odlar Universidad Yurdu,[9] Azerbaiyán
- 2013 Crimea Universidad de Ingeniería-pedagógico,[10] Crimea